# Gränna landsfiskalsdistrikt
Gränna landsfiskalsdistrikt var 1918–1964 ett landsfiskalsdistrikt i Jönköpings län, bildat som Vista landsfiskalsdistrikt när Sveriges indelning i landsfiskalsdistrikt trädde i kraft den 1 januari 1918, enligt beslut den 7 september 1917. När Sveriges nya indelning i landsfiskalsdistrikt trädde i kraft den 1 oktober 1941 (enligt kungörelsen den 28 juni 1941) ändrades distriktets namn till Gränna landsfiskalsdistrikt. Den 1 januari 1965 avskaffades i Sverige samtliga landsfiskaler och landsfiskalsdistrikt, och deras arbetsuppgifter delades upp på de nyskapade indelningarna polisdistrikt, åklagardistrikt och kronofogdedistrikt.
Landsfiskalsdistriktet låg under länsstyrelsen i Jönköpings län.

## Ingående områden
Gränna stad lades under landsfiskalsdistriktet från den 1 januari 1936. När Sveriges nya indelning i landsfiskalsdistrikt trädde i kraft den 1 januari 1952 (enligt kungörelsen 1 juni 1951) ändrades distriktets omfattning.

### Från 1918
Vista härad:
- Gränna landskommun
- Skärstads landskommun
- Visingsö landskommun
- Ölmstads landskommun

### Från 1936
- Gränna stad

Vista härad:
- Gränna landskommun
- Skärstads landskommun
- Visingsö landskommun
- Ölmstads landskommun

### Från 1 januari 1952
- Gränna stad
- Skärstads landskommun
- Visingsö landskommun